# Liparetrus flavopictus
Liparetrus flavopictus är en skalbaggsart som beskrevs av Britton 1980. Liparetrus flavopictus ingår i släktet Liparetrus och familjen Melolonthidae. Inga underarter finns listade i Catalogue of Life.